# I’ll Be Back (песня)
«I’ll Be Back» (с англ. — «Я вернусь») — песня английской рок-группы The Beatles, написанная Джоном Ленноном. Впервые песня вышла на альбоме A Hard Day’s Night.

## Структура
Трогательный текст и звуки акустической гитары в стиле фламенко добавляют трагичности композиции. Переходы от минора к мажору делают песню непохожей на обычную поп-композицию. В песне содержатся два совершенно разных перехода и отсутствует припев. Плавное затухание в конце звучит неожиданно: кажется, что оно появляется на половину куплета преждевременно. Второй дубль композиции I’ll Be Back, исполненный в размере шесть восьмых, вошёл в первую часть The Beatles Anthology. Запись и пение Леннона прерывается на переходе, который, по словам Джона, слишком сложно спеть. Следующий дубль, также вошедший в «Антологию» и исполняющийся в размере четыре четвёртых, является окончательным.
Существует мнение, что, создавая I’ll Be Back, Джон Леннон обыграл аккорды композиции Runaway исполнителя Дела Шеннона, возглавившую британские хит-парады в апреле 1961 года. Билл Хэрри рассказывает:

Он (Леннон) просто переработал аккорды композиции Шэннона и создал нечто новое.

Продюсер группы Джордж Мартин предпочитал открывать и закрывать альбомы (и стороны альбомов) The Beatles ярким материалом. Он писал:

У меня был принцип при компоновке альбома располагать более слабый материал ближе к концу, а заканчивать чем-то громким.

С этой точки зрения выбор композиции I’ll Be Back, как закрывающей, необычен.

## Запись
The Beatles записали композицию 1 июня 1964 года. Всего во время записи было сделано 16 дублей. Первые 9 дублей состояли из ритм-треков, на остальные 7 были наложены вокал и гитарная партия Пола Маккартни.

## Состав
- Джон Леннон — ведущий вокал, акустическая гитара
- Пол Маккартни — бэк-вокал, акустическая гитара, бас-гитара
- Джордж Харрисон — бэк-вокал, акустическая гитара
- Ринго Старр — барабаны

## Кавер-версии
- Канадская группа Питер Рэндалла и Raindogs исполнили песню на своём дебютном выступлении 1994 года.
- Американская певица Шон Колвин исполнила песню на одном из своих живых концертов, играемом в медленном темпе. Студия продюсировала эту запись, сделав её наиболее убыстрённой и содержащей блок гармонии.